# Cristești, Botoșani
Cristești là một xã thuộc hạt Botoșani, România. Dân số thời điểm năm 2002 là 4774 người.